# Tomohisa Yamashita
Tomohisa Yamashita (jap. 山下智久 Yamashita Tomohisa), właśc. Tomohisa Aoki (jap. 青木智久 Aoki Tomohisa; ur. 9 kwietnia 1985 w Funabashi) – japoński idol, kompozytor, autor tekstów, aktor oraz prezenter telewizyjny.
Tomohisa znany jest również pod pseudonimem Yamapi.

## Kariera
W 1996 roku dołączył do grupy Johnny & Associates, natomiast 2 lata później rozpoczął swoją karierę aktorską, debiutując w serialu Shōnen-tachi.
W 2003 roku, kiedy został stworzony zespół NEWS, został wybrany na jego lidera. Pomimo że w założeniu miał to być czasowy projekt, zespół zyskał światową sławę i dzięki temu stał się jedną z odnoszących większe sukcesy popową grupą od Johnny’ego.
W 2005 roku Yamapi wraz z Kazuyą Kamenashim (z zespołu KAT-TUN) tworzy poboczny projekt Shūji to Akira (jap. 修二と彰), w celu wypromowania serialu Nobuta wo Produce, natomiast rok później oprócz jego głównej roli w Kurosagi postanowił rozpocząć swoją solową karierę wydawając singiel Daite Senyorita (jap. 抱いてセニョリータ), który wyprzedał się na poziomie 600 000 egzemplarzy (dwukrotnie więcej niż pojedynczy singiel zespołu NEWS) i sklasyfikowany został na pierwszym miejscu notowania Oricon. Pomimo wielkiego sukcesu, Yamashita wspomniał, że nie zacznie solowej kariery muzycznej i pozostanie w NEWS. Latem tego samego roku powstała grupa Kitty GYM, która wydała singiel Fever to Future jako GYM. W 2009 roku zagrał główną rolę w serialu Buzzer Beat jako Naoki Kamiya.
W 2011 roku Yamapi opuścił zespół NEWS, a następnie zajął się solową karierą muzyczną, wydawając rok później jego drugi solowy singiel Ero.
W 2018 roku stworzył utwory Never Lose i Reason do obu openingów drugiego sezonu anime „Gyakuten Saiban: Sono „Shinjitsu”, Igiari!”.

## Filmografia

### Seriale telewizyjne
- Summer Nude jako Mikuriya Asahi (Fuji TV, 2012)
- Monsters jako Saionji Kousuke (TBS, 2012)
- Saikou no Jinsei no Owarikata ~Ending Planner~ jako Ihara Masato (TBS, 2012)
- Code Blue 2  jako Aizawa Kousaku (Fuji TV, 2010)
- Buzzer Beat jako Kamiya Naoki (Fuji TV, 2009)
- Code Blue SP  jako Aizawa Kousaku (Fuji TV, 2009)
- Code Blue jako Aizawa Kousaku (Fuji TV, 2008)
- Proposal Daisakusen SP jako Iwase Ken (Fuji TV, 2008)
- Proposal Daisakusen jako Iwase Ken (Fuji TV, 2007)
- Byakkotai jako Sakai Shintaro & Sakai Mineji (TV Asahi, 2007)
- Kurosagi jako Kurosaki (TBS, 2006)
- Nobuta wo Produce jako Kusano Akira (NTV, 2005)
- Dragon Zakura jako Yajima Yusuke (TBS, 2005)
- Sore wa, Totsuzen, Arashi no you ni... jako Fukazawa Takuma (TBS, 2004)
- Budo no Ki (Grapevine) jako Shindo Yosuke (2003)
- Stand Up!! jako Iwasaki Kengo (TBS, 2003)
- Lunch no Joou jako Nabeshima Koshiro (Fuji TV, 2002)
- Long Love Letter jako Otomo Tadashi (Fuji TV, 2002)
- Shounen wa Tori ni Natta jako Nagashima Ken (TBS, 2001)
- Kabachitare jako Tamura Yuta (Fuji TV, 2001)
- All Star Chushingura Matsuri jako Asano Takumi (2000)
- Shijo Saiaku no Date jako Okamura Yuki (2000, ep1)
- Ikebukuro West Gate Park jako Mizuno Shun (TBS, 2000)
- Kiken na Kankei jako Miyabe Satoshi (Fuji TV, 1999, ep10-11)
- Kowai Nichiyobi (NTV, 1999, ep13)
- P.P.O.I. as Amano Taira (NTV, 1999)
- Nekketsu Renaido (NTV, 1999, ep7)
- Shounentachi jako Kakuda Shinya (NHK, 1998)

### Filmy
- Ashita no Joe (2011)
- Kurosagi (2008)
- Shinrei Surfer no Shi (1996)

## Nagrody
| Rok  | Ceremonia                                     | Kategoria        | Serial                   | Źródło |
| ---- | --------------------------------------------- | ---------------- | ------------------------ | ------ |
| 2000 | Grand Prix Telewizyjnych Nagród Nikkan Sports | Najlepszy debiut | Ikebukuro West Gate Park | [ 7 ]  |
| 2005 | Grand Prix Telewizyjnych Nagród Nikkan Sports | Najlepszy aktor  | Nobuta wo Produce        | [ 8 ]  |
| 2007 | Grand Prix Telewizyjnych Nagród Nikkan Sports | Najlepszy aktor  | Proposal Daisakusen      | [ 9 ]  |
| 2009 | Grand Prix Telewizyjnych Nagród Nikkan Sports | Najlepszy aktor  | Buzzer Beat              | [ 10 ] |

## Dyskografia
| Nr     | Tytuł                                     | Data premiery       | Wytwórnia              | Źródło |
| Single | Single                                    | Single              | Single                 | Single |
| ------ | ----------------------------------------- | ------------------- | ---------------------- | ------ |
| 1      | Daite Senyorita (jap. 抱いてセニョリータ) | 31 maja 2006        | Johnny’s Entertainment | [ 11 ] |
| 2      | Loveless                                  | 18 listopada 2009   | Johnny’s Entertainment | [ 12 ] |
| 3      | One in a million                          | 28 lipca 2010       | Johnny’s Entertainment | [ 13 ] |
| 4      | Hadakanbō (jap. はだかんぼー)             | 19 stycznia 2011    | Johnny’s Entertainment | [ 14 ] |
| 5      | Ai, Dekisasu (jap. 愛、テキサス)          | 29 lutego 2012      | Warner Music Japan     | [ 15 ] |
| 6      | Love Chase                                | 4 lipca 2012        | Warner Music Japan     | [ 16 ] |
| 7      | Kai・Sera・Sera (jap. 怪・セラ・セラ)     | 13 marca 2013       | Warner Music Japan     | [ 17 ] |
| 8      | SUMMER NUDE '13                           | 31 lipca 2013       | Warner Music Japan     | [ 18 ] |
| 9      | Never Lose/Reason                         | 13 lutego 2019      | SME Records            | [ 19 ] |
| 10     | CHANGE                                    | 19 czerwca 2019     | SME Records            | [ 20 ] |
| Albumy |                                           |                     |                        |        |
| 1      | SUPERGOOD, SUPERBAD                       | 26 stycznia 2011    | Johnny’s Entertainment | [ 21 ] |
| 2      | Ero (jap. エロ)                           | 25 lipca 2012       | Warner Music Japan     | [ 22 ] |
| 3      | A NUDE                                    | 11 września 2013    | Warner Music Japan     | [ 23 ] |
| 4      | You                                       | 8 października 2014 | Warner Music Japan     | [ 24 ] |
| 5      | UNLEASHED                                 | 28 listopada 2018   | SME Records            | [ 25 ] |
| EP     |                                           |                     |                        |        |
| 1      | Yū (jap. 遊)                              | 20 sierpnia 2014    | Warner Music Japan     | [ 26 ] |